# Oljepris

Spotpris på olja mellan maj 1987 och april 2011, som nominellt och realt pris.

Oljepris är en term som vanligtvis avser spotpriset på råolja som handlas på New York Mercantile Exchange (NYMEX) eller priset på nordsjöolja (Brent) som handlas på Intercontinental Exchange (ICE).
Nordsjöolja är det som kallas för Brent och den amerikanska oljan kallas för West Texas Intermediate (WTI). Priset på olja anges i regel med USA-dollar per fat där ett fat (barrel) är ungefär 159 liter. Oljepriset på dessa spotmarknader anges som råolja av viss kvalitet, som levereras på ett visst ställe. För andra oljekvaliteter, och olja som levereras på andra ställen, betalas ett annat pris, som dock brukar bestämmas i relation till dessa standardiserade oljepriser. Oljan som exempelvis OPEC levererar bestäms i pris i relation till Brent- och WTI-olja.

## Oljeprisets betydelse
Oljepriset är av stor ekonomisk betydelse, eftersom olja och andra petroleumprodukter kommer till så stor användning, bland annat för transporter, uppvärmning och som industriråvara. Konjunkturläget, den övergripande ekonomiska aktiviteten, påverkar därför efterfrågan på olja. Påverkan går även åt andra hållet. Förändringar i oljepriset som beror på ändrat utbud (exempelvis på grund av naturkatastrofer eller krig), kan påverka konjunkturen.

## Priser i konsumentledet
Priser i konsumentledet på petroleumprodukter, såsom bensin och eldningsolja påverkas av oljepriset på spotmarknaden. Dock är detta inte den enda faktorn som påverkar dessa produkters pris. I många fall utgör skatt (70-90%) en större del av konsumentpriset än marknadspriset för råvaran och den direkta framställningskostnaden. Så är bland annat fallet för bensin i de flesta europeiska länder.